# Пецо (Бреша)
Пецо је насеље у Италији у округу Бреша, региону Ломбардија.
Према процени из 2011. у насељу је живело 265 становника. Насеље се налази на надморској висини од 1562 м.